# 崔沆 (高麗文臣)
崔沆（：／，？—1024年），字來融，高麗初期文官。本貫慶州崔氏。
崔沆是崔彦撝的孫子。成宗在位期間，年僅二十歲的崔沆在科舉考試中登甲科。成宗愛其才，擢授右拾遺知制誥，累遷內史舍人。穆宗在位時，負責主持科舉考試，選拔出了許多名士。穆宗對他尤為倚重，政事無論大小必與之商議，轉吏部侍郎、中樞院使。穆宗病重時，金致陽圖謀不軌。崔沆與蔡忠順定計，迎立顯宗。顯宗即位後，拜崔沆為翰林學士、承旨、左散騎常侍。不久下教書稱讚了他，授政堂文學，為顯宗的師傅。在任期間，恢復了被成宗廢止三十餘年的八關會。
1011年（顯宗三年），遷吏部尚書、參知政事，監脩國史。1015年（顯宗七年），拜內史侍郎平章事。1019年（顯宗十一年），賜推忠盡節衛社功臣號。翌年，授檢校太傅、守門下侍郎、同內史門下平章事、清河縣開國子，食邑五百戶，加守正功臣號。
崔沆不喜歡當官，且為官清廉，年未及七十歲就請求辭官致仕，顯宗多次不同意。性格聰穎而沉默寡言，又篤信佛教。
1024年病卒，顯宗非常哀悼，諡節義，贈賻絹三百匹、布五百匹、米麥各一千石，其子有孚以父遺命，固辭不受。後來其牌位配享顯宗廟庭。德宗二年贈正匡。靖宗加贈侍中。文宗二十一年，又加贈守太師兼中書令。

## 影視形象
- 《千秋太后》(KBS, 2009年~2009年, 演員:金河均（朝鲜语：김하균）)